# От коя планета си?
„От коя планета си?“ (на английски: What Planet Are You From?) е американска научнофантастична комедия от 2000 г. на режисьора Майк Никълс, по сценарий на Майкъл Лийсън, Гари Шандлинг, Ед Соломон и Питър Толан. Във филма участват Шандлинг, Анет Бенинг, Грег Киниър, Бен Кингсли, Линда Флорентино и Джон Гудмън.